# Chemin de Ceinture-du-Lac-Supérieur
Le chemin de Ceinture-du-Lac-Supérieur est une voie située dans le 16e arrondissement de Paris, en France.

## Situation et accès
Le chemin est situé dans le bois de Boulogne, à l'ouest de la porte de Passy.

## Origine du nom
La voie borde le lac Supérieur du bois de Boulogne.

## Historique

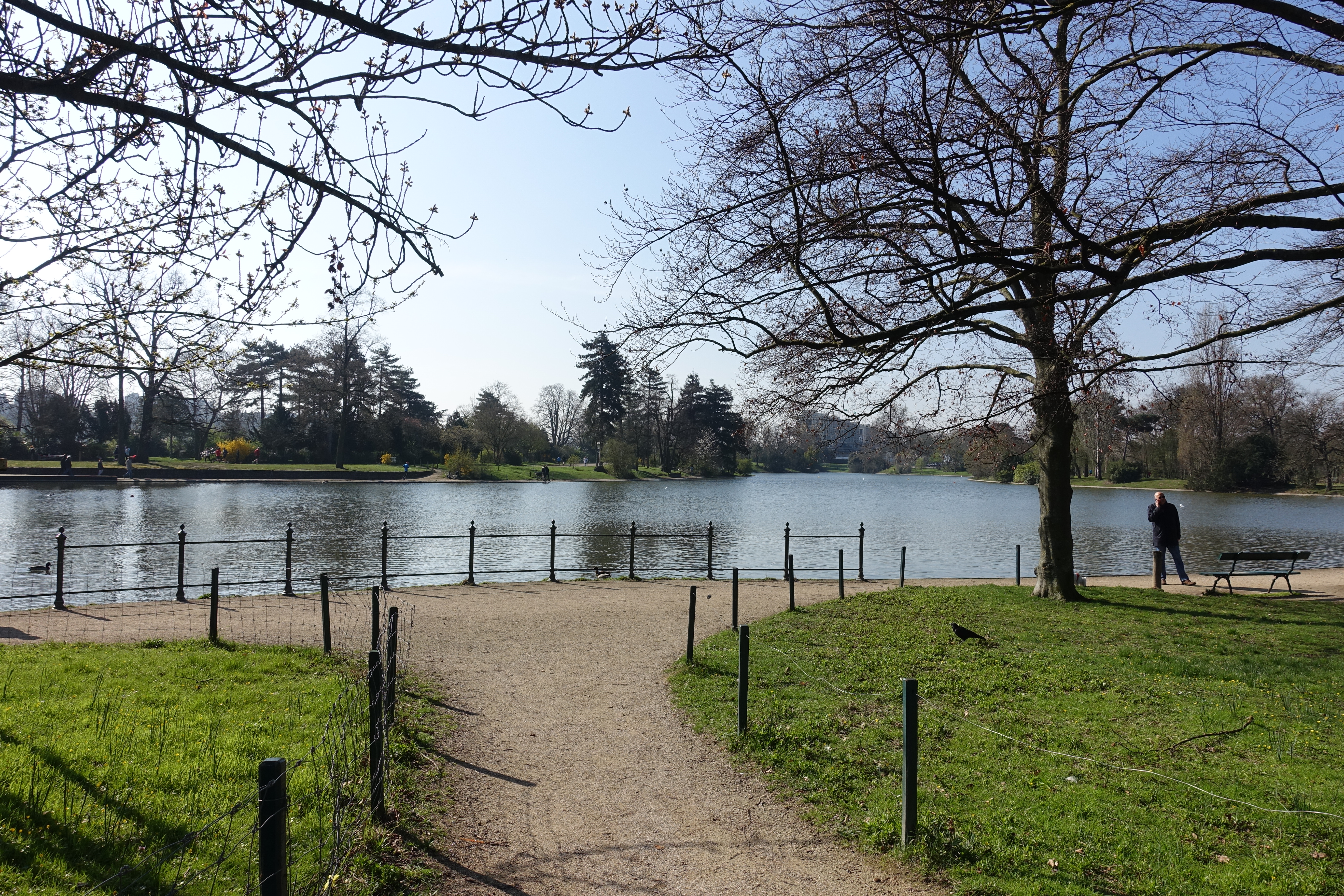
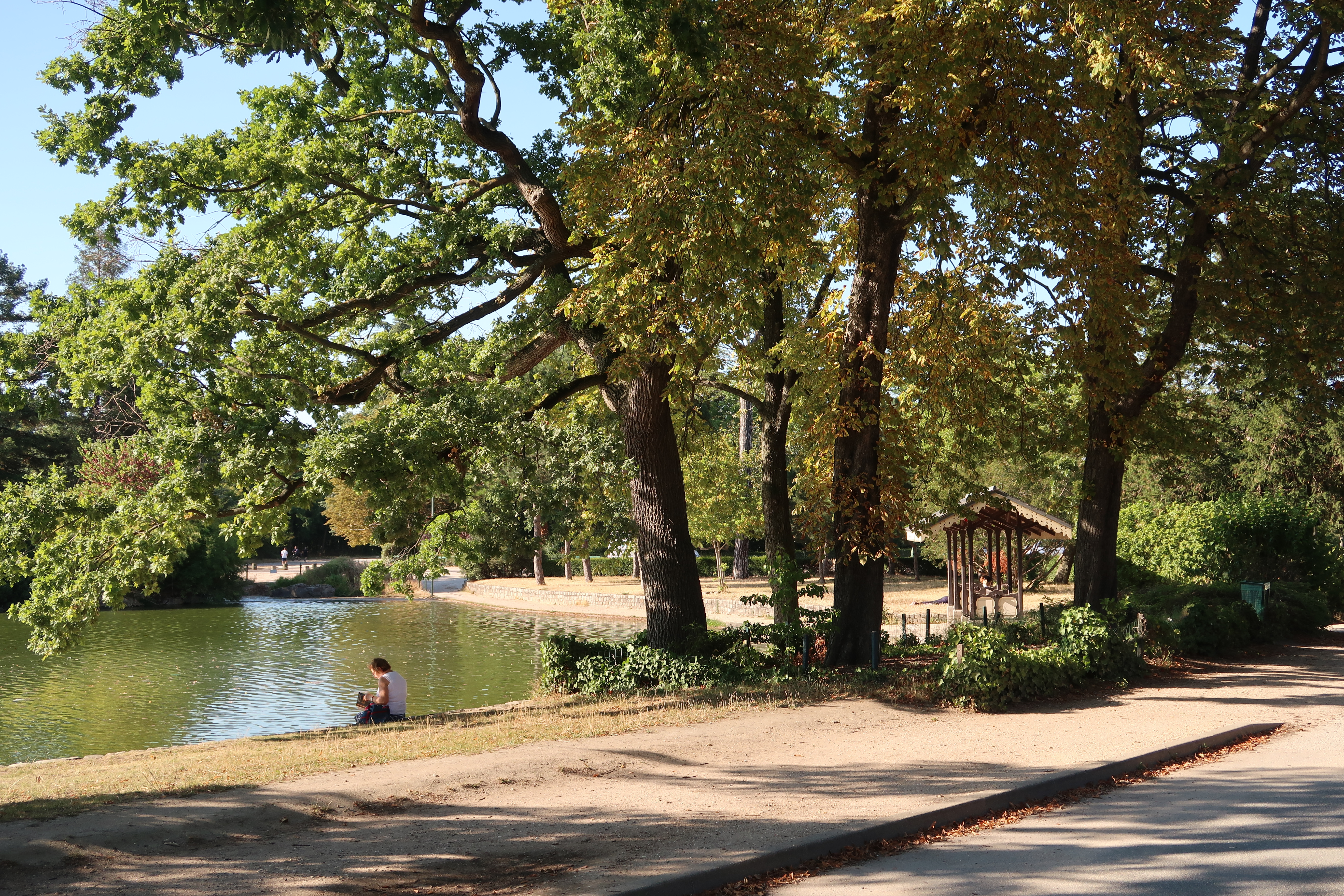
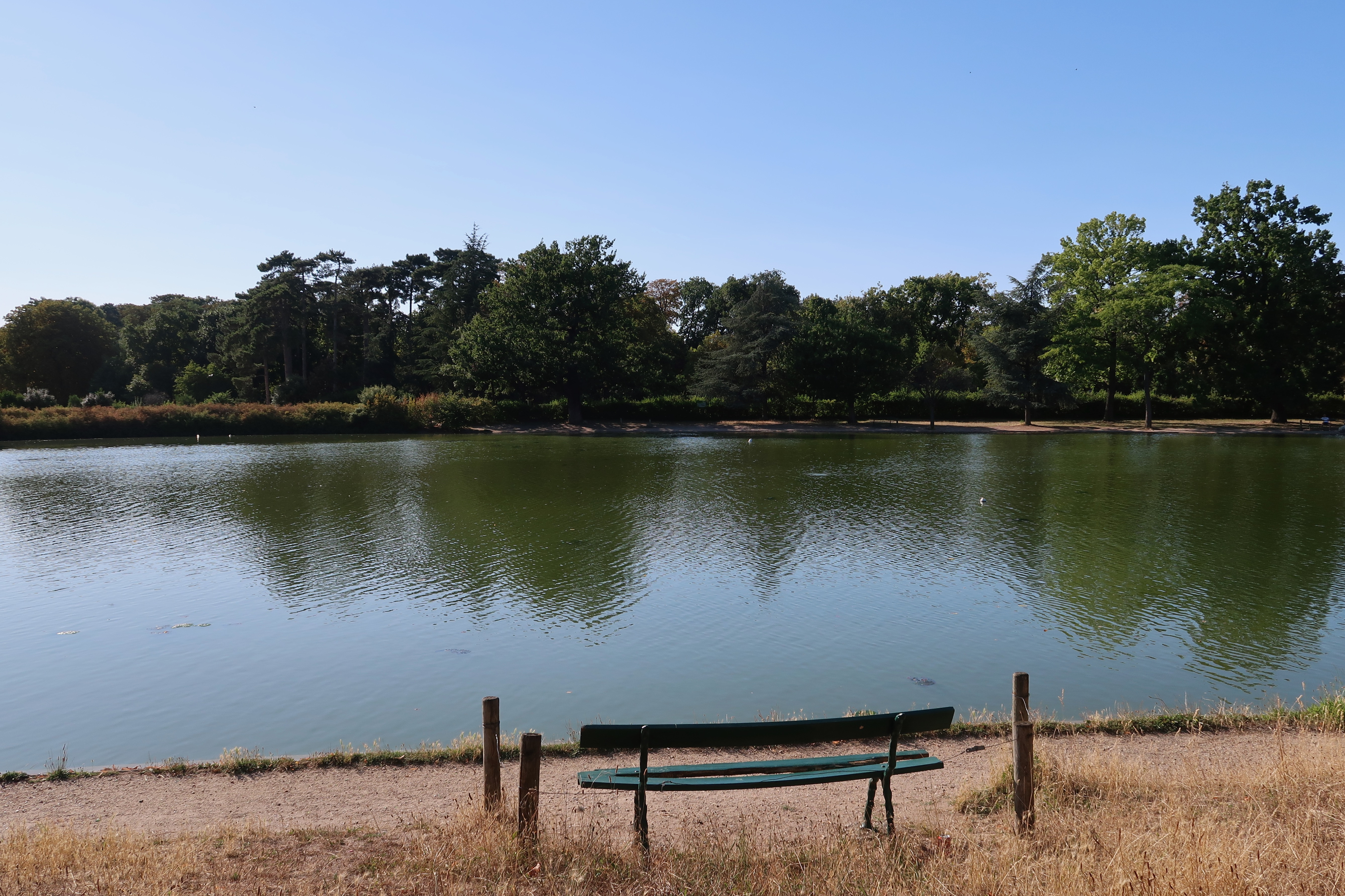